# Liste der lettischen Abgeordneten zum EU-Parlament (2019–2024)
Die Liste der lettischen Abgeordneten zum EU-Parlament (2019–2024) listet alle lettischen Mitglieder des 9. Europäischen Parlaments nach der Europawahl in Lettland 2019 auf.

## Aktuelle Mandatsstärke der Parteien
- S&D: 2
- RE: 1
- EVP: 2
- EKR: 2

| Nationale Partei                                                                | Mandate | Fraktion                                                                               |
| ------------------------------------------------------------------------------- | ------- | -------------------------------------------------------------------------------------- |
| Vienotība (V)                                                                   | 02      | Fraktion der Europäischen Volkspartei (EVP)                                            |
| Sociāldemokrātiskā partija „Saskaņa“ (SDPS)                                     | 02      | Fraktion der Progressiven Allianz der Sozialdemokraten im Europäischen Parlament (S&D) |
| Nacionālā apvienība „Visu Latvijai!“ – „Tēvzemei un Brīvībai/LNNK“ (VL-TB/LNNK) | 02      | Europäische Konservative und Reformer (EKR)                                            |
| Latvijas attīstībai (LA)000(im Wahlbündnis Attīstībai/Par!)                     | 01      | Renew Europe (RE)                                                                      |
| Latvijas Krievu savienība (LKS)                                                 | 01      | Fraktionslose Abgeordnete (NI)                                                         |
| SUMME                                                                           | 08      |                                                                                        |

## Abgeordnete
| Bild | Name            | geb. | MEP seit      | Partei      | Fraktion | Kommentar |
| ---- | --------------- | ---- | ------------- | ----------- | -------- | --- |
|      | Andris Ameriks  | 1961 | 2. Juli 2019  | SDPS        | S&D      | |
|      | Ivars Ijabs     | 1972 | 2. Juli 2019  | parteilosLA | RE       | Über die Liste Attīstībai/Par! gewählt, Parteibeitritt im Oktober 2019                                                        |
|      | Sandra Kalniete | 1952 | 14. Juli 2009 | V           | EVP      | |
|      | Dace Melbārde   | 1971 | 2. Juli 2019  | V           | EVP      | Parteiwechsel von VL-TB/LNNK zu Vienotība und Fraktionswechsel von EKR zu EVP im August 2022; Abgeordnete bis zum 6. Mai 2024 |
|      | Ansis Pūpols    | 1975 | 14. Mai 2024  | VL-TB/LNNK  | EKR      | Nachrücker für Dace Melbārde                                                                                                  |
|      | Nils Ušakovs    | 1976 | 2. Juli 2019  | SDPS        | S&D      | |
|      | Inese Vaidere   | 1952 | 2. Juli 2019  | V           | EVP      | Valdis Dombrovskis nahm sein Mandat nicht an.                                                                                 |
|      | Tatjana Ždanoka | 1950 | 2. Juli 2019  | LKS         | NI       | Fraktionsaustritt aus G/EFA am 1. April 2022                                                                                  |
|      | Roberts Zīle    | 1958 | 20. Juli 2004 | VL-TB/LNNK  | EKR      | |